# Маганга
Мага́нга (англ. Maganga) — традиційна громада у складі дистрикту Саліма Центрального регіону Малаві.
Населення — 70173 особи (2018).